# Пестішу-Мік (комуна)
Пестішу-Мік (рум. Pestișu Mic) — комуна у повіті Хунедоара в Румунії. До складу комуни входять такі села (дані про населення за 2002 рік):
- Алмашу-Мік (85 осіб)
- Валя-Нандрулуй (183 особи)
- Думбрава (40 осіб)
- Жосань (212 осіб)
- Кутін (35 осіб)
- Менереу (303 особи)
- Нандру (204 особи)
- Пестішу-Мік (173 особи) — адміністративний центр комуни
- Чулпез (55 осіб)

Комуна розташована на відстані 293 км на північний захід від Бухареста, 8 км на південь від Деви, 121 км на південний захід від Клуж-Напоки, 128 км на схід від Тімішоари.

## Населення
За даними перепису населення 2002 року у комуні проживали 1290 осіб.
Національний склад населення комуни:
| Національність | Кількість осіб | Відсоток |
| -------------- | -------------- | -------- |
| румуни         | 1261           | 97,8%    |
| угорці         | 12             | 0,9%     |
| цигани         | 11             | 0,9%     |
| німці          | 4              | 0,3%     |
| греки          | 2              | 0,2%     |

Рідною мовою назвали:
| Мова      | Кількість осіб | Відсоток |
| --------- | -------------- | -------- |
| румунська | 1276           | 98,9%    |
| угорська  | 8              | 0,6%     |
| німецька  | 4              | 0,3%     |
| грецька   | 2              | 0,2%     |

Склад населення комуни за віросповіданням:
| Релігія                                       | Кількість осіб | Відсоток |
| --------------------------------------------- | -------------- | -------- |
| православні                                   | 1215           | 94,2%    |
| п'ятдесятники                                 | 47             | 3,6%     |
| римо-католики                                 | 22             | 1,7%     |
| реформати                                     | 1              | 0,1%     |
| греко-католики                                | 1              | 0,1%     |
| баптисти                                      | 1              | 0,1%     |
| бретрени                                      | 1              | 0,1%     |
| лютерани (Синодально-пресвітеріанська церква) | 1              | 0,1%     |